# Ophiopogon humilis
Ophiopogon humilis là một loài thực vật có hoa trong họ Măng tây. Loài này được L.Rodr. mô tả khoa học đầu tiên năm 1934.